# エスタディオ・モヌメンタル・アントニオ・ベスプチオ・リベルティ
エスタディオ・モヌメンタル (Estadio Monumental) は、アルゼンチン・ブエノスアイレスにあるサッカー専用スタジアム。
サポーターなどからは愛称としてエル・モヌメンタル（El Monumental）と呼ばれ、2022年4月にスタジアムの命名権を7年契約で取得した国内のGDN Argentina社によってエスタディオ・マス・モヌメンタル（Estadio Más Monumental）へ現在は改名されている。

## 概要
このスタジアムの最初の試合は、1938年5月25日にリーベル・プレートとウルグアイのペニャロールの間で行われ、リーベルが3-1で勝利した。なおリーベルの最大のライバルボカ・ジュニアーズのホームスタジアムであるラ・ボンボネーラの杮落としの試合も、2年後の同じ日（1940年5月25日）に行われている。
スタジアムは当初は、立見席を含め76,600人の収容能力を有していたが、1978年のワールドカップ・アルゼンチン大会の際に改修工事が行われ、警備の問題の為にピッチとスタンドの間に緩衝地帯を作る工事が行われ65,645人に減少した。同大会ではメインスタジアムとして開幕戦と決勝戦等が行われた。決勝戦の結果、地元アルゼンチンが初優勝を成し遂げ、スタジアムは歓喜に包まれた。
2019年8月、安全委員会の承認を得て収容人数を70,074人まで増加させる拡張工事を施工した。2020年下半期からピッチを取り囲む陸上トラックの撤去や芝生の張り替え工事に着工し、2022年2月には撤去後にできた空き地に新たな座席を設置すると同時にVIP席や24時間営業のレストランなどの施設の増設を発表した。
スタジアム周辺にはテニス、バスケットボールをはじめ多くのスポーツ施設が存在する。他にも劇場、博物館等を有し、若手選手寮は幾つかの交通機関を利用して短時間で移動できる距離に位置する。また、ブエノスアイレス地域の他の多くのスタジアムに反して、大きな駐車場をスタジアムの傍に保有する。
かつては陸上競技場であったが、2020年から改修工事が行われサッカースタジアムに生まれ変わった。

## 開催された主なイベント

### サッカー
- 1978 FIFAワールドカップ

| 日付          | ホームチーム | 結果 | アウェーチーム | ラウンド             |
| ------------- | ------------ | ---- | -------------- | -------------------- |
| 1978年6月1日  | 西ドイツ     | 0-0  | ポーランド     | 1次リーグ・グループ2 |
| 1978年6月2日  | アルゼンチン | 2-1  | ハンガリー     | 1次リーグ・グループ1 |
| 1978年6月6日  | アルゼンチン | 2-1  | フランス       | 1次リーグ・グループ1 |
| 1978年6月10日 | イタリア     | 1-0  | アルゼンチン   | 1次リーグ・グループ1 |
| 1978年6月14日 | 西ドイツ     | 0-0  | イタリア       | 2次リーグ・グループA |
| 1978年6月14日 | イタリア     | 1-0  | オーストリア   | 2次リーグ・グループA |
| 1978年6月21日 | オランダ     | 2-1  | イタリア       | 2次リーグ・グループA |
| 1978年6月24日 | イタリア     | 1-2  | ブラジル       | 3位決定戦            |
| 1978年6月25日 | オランダ     | 1-3  | アルゼンチン   | 決勝戦               |

- コパ・アメリカ : 3回 (1946, 1959, 1987)
- コパ・リベルタドーレス : 1回 (1962)

スタジアムを所有するリーベルプレートや、アルゼンチン代表の国際試合など、サッカーの試合に使用する事が多いが、ラグビーアルゼンチン代表の国際試合の際にも使用している。
また、ブルース・スプリングスティーンやデヴィッド・ボウイ、ガンズ・アンド・ローゼズ、マイケル・ジャクソン、ラモーンズ、U2、メタリカ、マドンナ、オアシス、AC/DC、ボン・ジョヴィ、ローリング・ストーンズ、レディー・ガガなど、世界的人気を誇るアーティストのコンサート会場として使用されてきた。

## ギャラリー

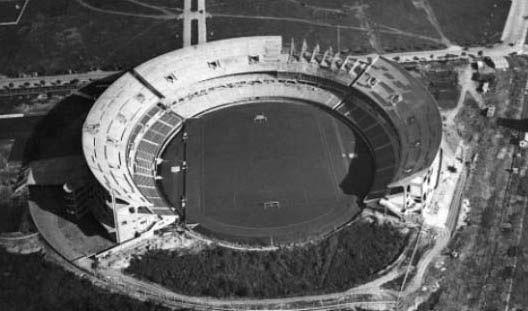
1938年のスタジアム
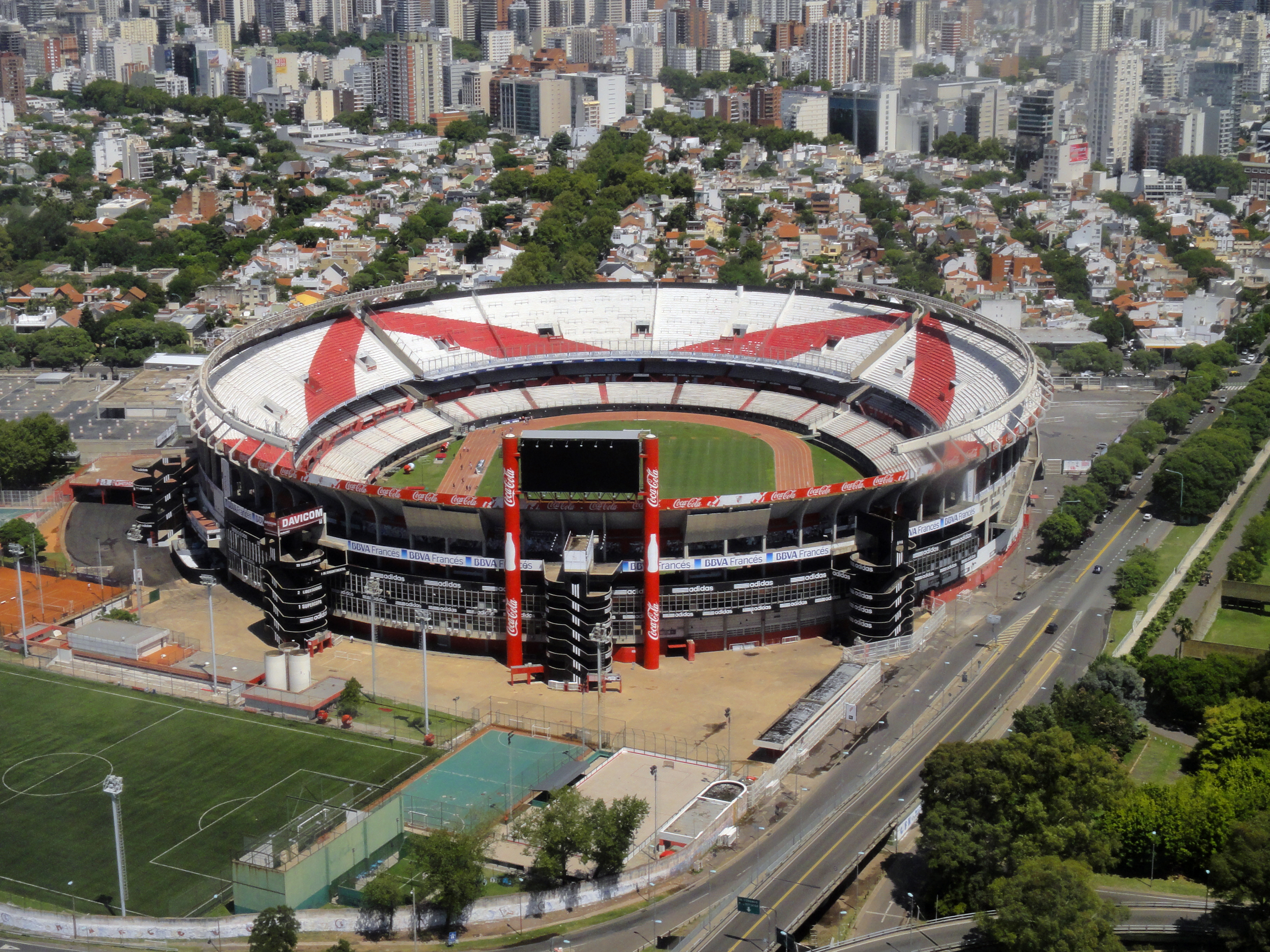
2013年のスタジアム
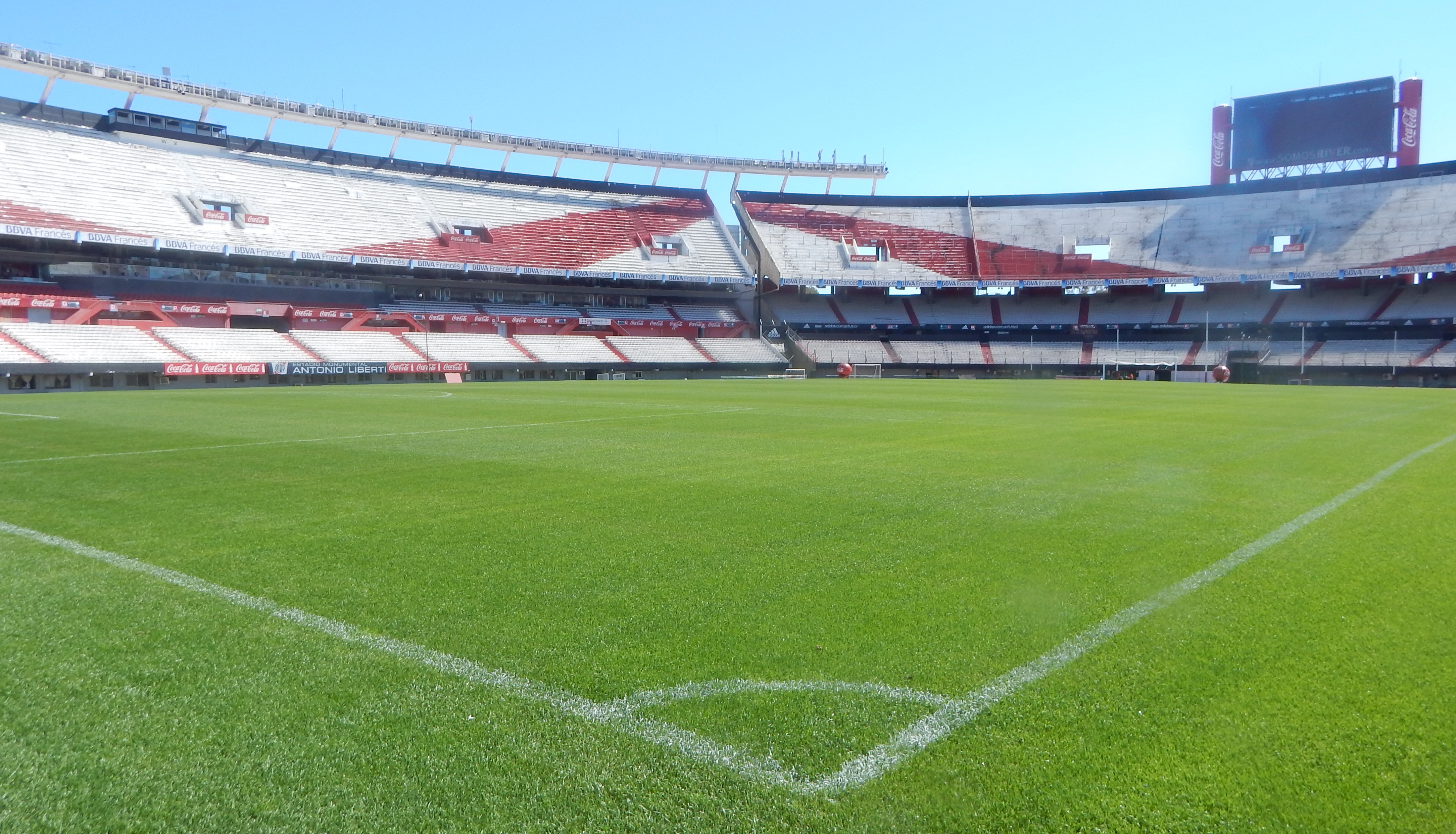
ピッチ
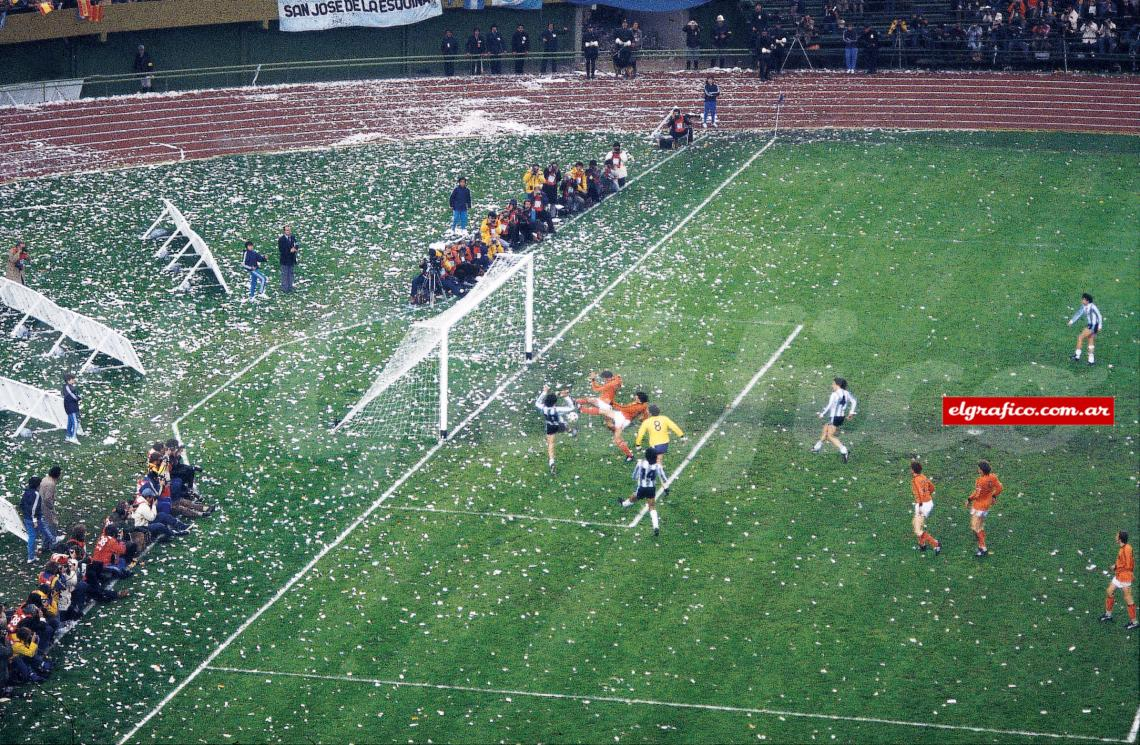
1978 FIFAワールドカップの決勝
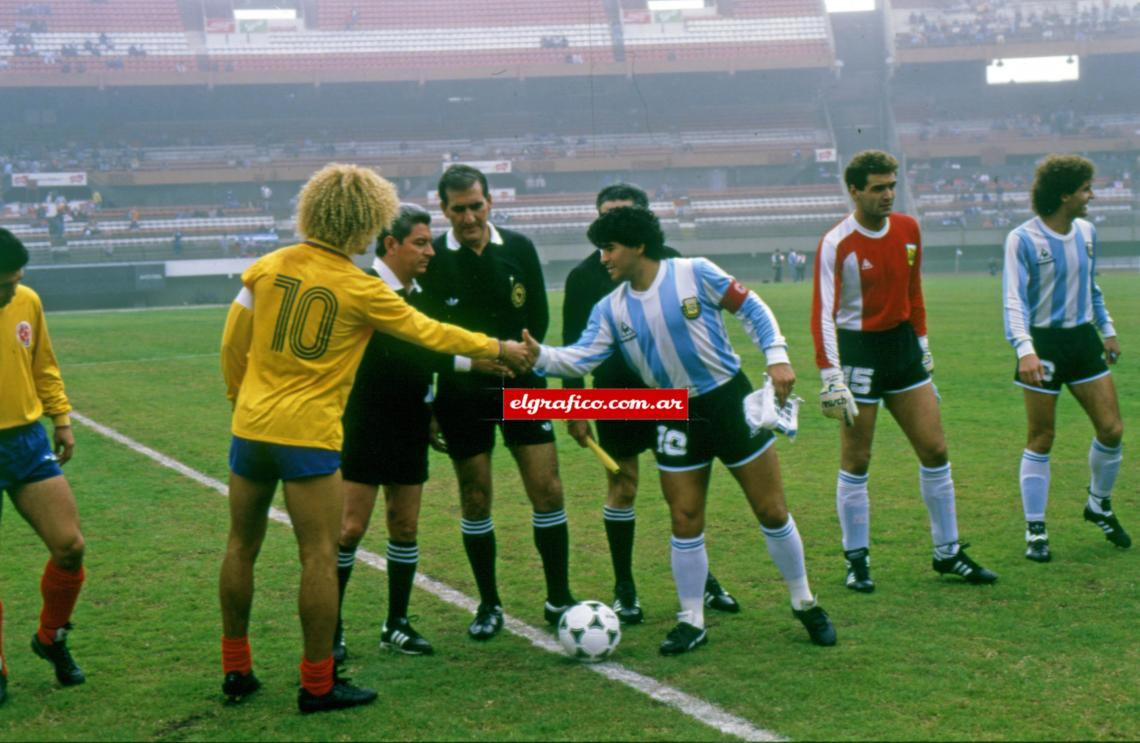
カルロス・バルデラマとディエゴ・マラドーナ (1983年)

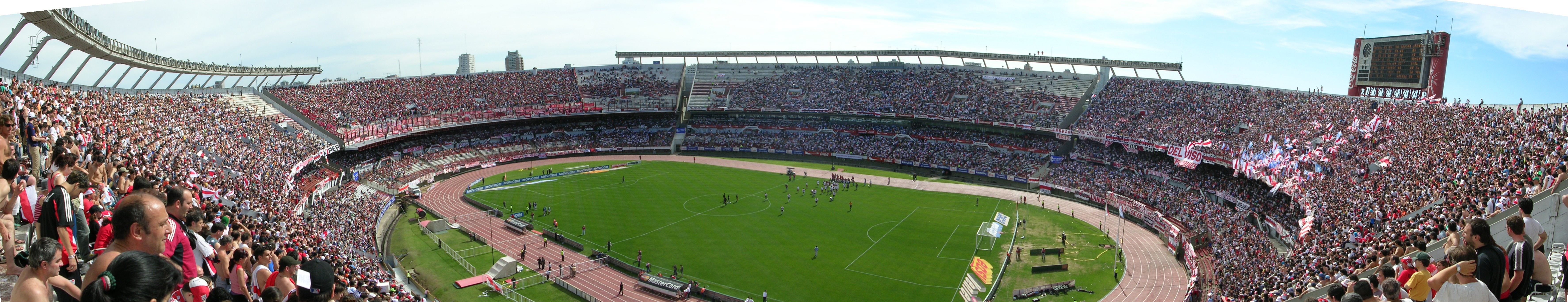
2004年、リーベル対インデペンディエンテ戦におけるスタジアムの全景

## アクセス
アルゼンチン国鉄ミトレ線ベルグラーノC駅またはヌニェス駅より徒歩。